# A wszystko to... (bo ciebie kocham)!
A wszystko to... (bo ciebie kocham) – singiel zespołu Ich Troje wydany w 1999 roku, pochodzący z trzeciego albumu studyjnego zatytułowanego 3. Piosenka jest coverem przeboju „Alles aus Liebe” niemieckiego zespołu Die Toten Hosen. Wersja Ich Troje na szczecińskiej liście przebojów piosenka przebywała siedem tygodni i zajęła najwyższą 13. pozycję w czwartym tygodniu notowania. Otrzymała także nagrodę Play Box.
Wideoklip w reżyserii Michała Brysia został nagrany w Warszawie.

## Lista utworów zamieszczonych na singlu
Na podstawie serwisu Discogs:
1. „A Wszystko To... (Bo Ciebie Kocham)... (Radio Edit)” – 4:15
2. „A Wszystko To... (Bo Ciebie Kocham)... (Rmx)” – 4:06
3. „A Wszystko To... (Bo Ciebie Kocham)... (Album Version)” – 3:59

## Notowania utworu
| Lista                       | Pozycja |
| --------------------------- | ------- |
| Szczecińska Lista Przebojów | 13      |